# Gora Zamok
Gora Zamok (englische Transkription von russisch Гора Замок Gora Samok, deutsch ‚Schlossberg‘) ist ein Nunatak im ostantarktischen Königin-Maud-Land. Er ragt inmitten des Tunet im Mühlig-Hofmann-Gebirge auf.
Russische Wissenschaftler benannten ihn.